# مارشال ویل (جورجیا)
مارشال ویل، جورجیا (به انگلیسی: Marshallville, Georgia) یک شهر در ایالات متحده آمریکا با جمعیت ۱٬۳۳۵ نفر است که در جورجیا واقع شده‌است.

## موقعیت جغرافیایی
موقعیت جغرافیایی شهرها و مناطق اطراف به شرح زیر است: